# Maestro dell'Altare di Litoměřice
Il Maestro dell'Altare di Litoměřice (fl. XV secolo) è stato un pittore anonimo ceco attivo tra la fine del XV secolo e l'inizio del XVI secolo.
Il Maestro, pittore di orientamento gotico internazionale, fu uno dei promotori dell'introduzione dei modi rinascimentali a nord delle Alpi, influenzando profondamente la futura scuola del Danubio.

## Biografia

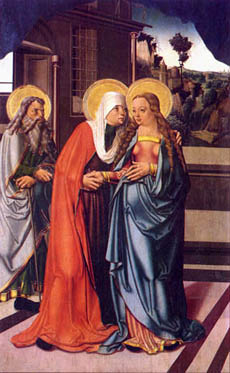
La Visitazione (c. 1505-1510) del Maestro dell'Altare di Litoměřice; conservato presso il Monastero di Strahov.

L'anonimo artista boemo, attivo a Praga e probabilmente parte del gruppo di artisti attivi a corte tra il 1495 ed il 1500 circa, forse trascorse, dopo il 1502, un certo periodo di tempo nella Bassa Austria e a Vienna, a contatto con l'opera di Jörg Breu il Vecchio. L'anonimo deve il suo nome all'Altare di Litoměřice realizzato, dopo essere ritornato a Praga, tra il 1502 ed il 1505. Successivamente forse si recò a Venezia, entrando in contatto con l'opera di Vittore Carpaccio.
Del 1506 è il Ritratto di Albrecht de Kolowrat, primo ritratto boemo completamente rinascimentale. Tra il 1506 ed il 1508 l'artista realizzò la decorazione ad affresco della cappella di San Venceslao nella Cattedrale di San Vito  a Praga, ispirata da modelli rinascimentali.
Prima del 1510 realizzò un altare di cui si conserva, a Brno soltanto un frammento con Sant'Andrea. Tra il 1505 ed il 1510, eseguì il Trittico di Strahov. Realizzò anche una tavola votiva su commissione di Jan de Wartemberk, che conosciamo attraverso una copia ora alla Národní galerie di Praga.
Dopo il 1510, non lavorando più per la corte boema, ma per una clientela borghese, realizza entro il 1515 un altare per la chiesa di Nostra Signora di Tyn a Praga, di cui si conservano due ante in quest'ultima città. Tra il 1515 e il 1520, in collaborazione con la sua bottega, realizzò l'Altare della Trinità.